# Colegio Educacentre
El colegio Educacentre es el único colegio francófono en Columbia Británica. Ofrece un servicio integral de educación para adultos a diferentes niveles. El colegio propone programas de nivel colegial, de formación continua, servicios de ayuda en la búsqueda de trabajo, programas de alfabetización y de educación básica, servicios de orientación escolar y profesional, y clases de francés a través de toda la provincia.

## Historia
Activo desde el año 1976, en 1992 Educacentre se convirtió en sociedad sin ánimo de lucro 
con el objetivo de desarrollar y ofrecer servicios de educación. Además el colegio se encarga en la formación, en francés, de adultos en Columbia Británica.

## Campus
El colegio Educacentre cuenta con tres campus en Columbia Británica: Vancouver, Victoria y Prince George, y además un acceso en línea a un “Campus Virtual”. El colegio contrata más de 50 empleados en tiempo completo o tiempo parcial. Cada año más de 1500 estudiantes toman parte en las actividades de Educacentre.

## Programas
Todos los cursos y programas están ofrecidas a distancia y únicamente en francés, completados por clases de inglés. El colegio propone cursos en:
- Administración / Supervisión
- Educación : Asistencia educativa, educación de primera infancia
- Idiomas y comunicación
- Salud: Autismo y ciencias del comportamiento, enfermería, cuidado paliativo
- Turismo et hostelería : Gestión de eventos

## Servicios y recursos para los estudiantes
Orientación escolar y profesional, asesoría de empleo, asistencia en la integración de inmigrantes, actividades educativas, laboratorio de lenguas, centro de recursos, laboratorio de salud y un laboratorio de informática.
- Datos: Q1165049